# Fosa de Filipinas

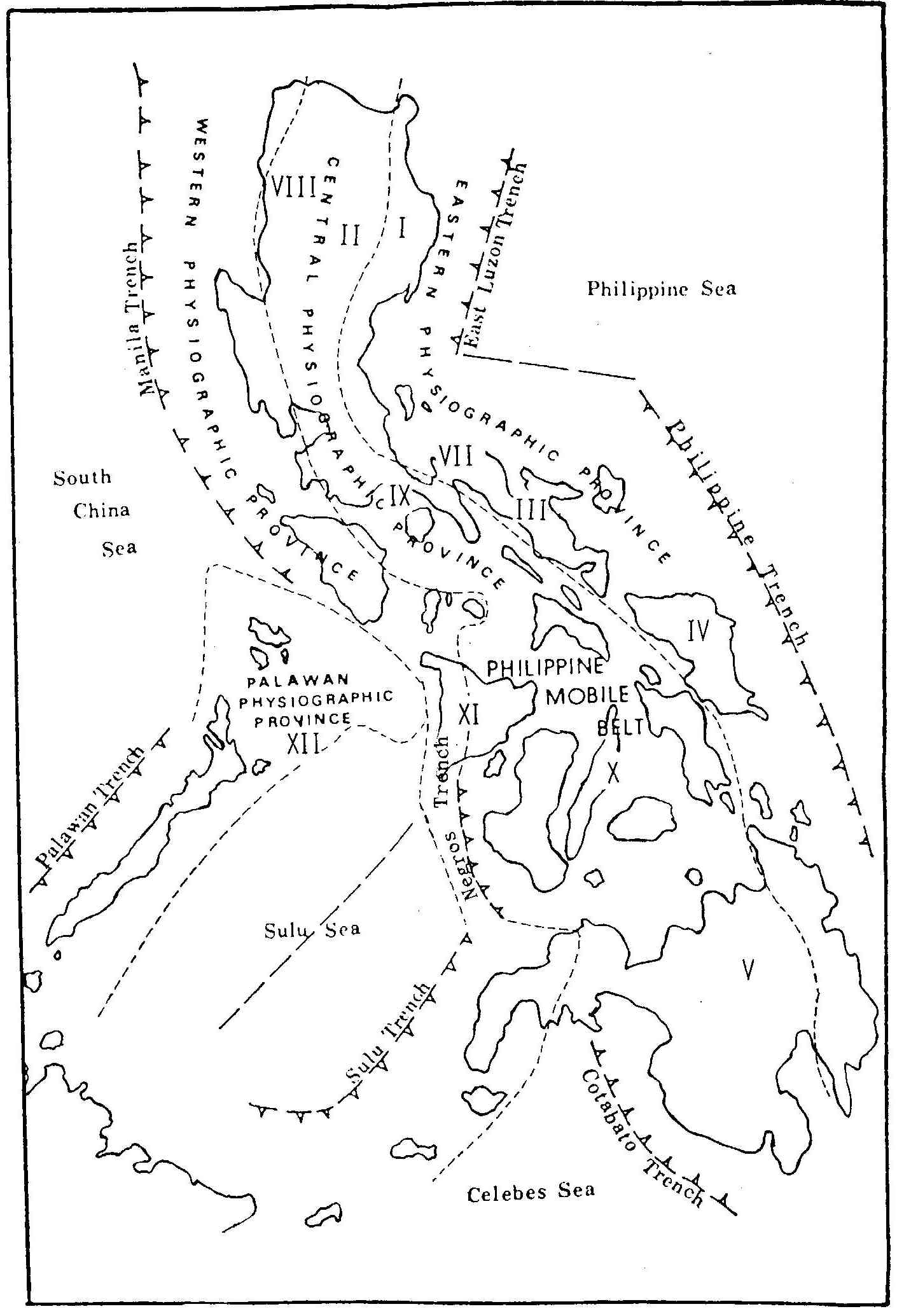
PhilippineMobileBelt

La fosa de Filipinas, también conocida como fosa de Mindanao, es una fosa oceánica localizada en el océano Pacífico, al este del archipiélago de las islas Filipinas. Tiene una longitud de aproximadamente 1.600 km y una anchura de alrededor de 30 km del centro de la filipina isla de Luzón, con tendencia hacia el sureste de la isla Halmahera, al norte de las islas Molucas, en Indonesia. Su punto más profundo, la profundidad de Galathea, tiene 9.830 m. Sus coordenadas son 39 39 20.
Inmediatamente al norte de la fosa de Filipinas está la fosa de Luzón Oriente. Están separadas, con su continuidad interrumpida y desplazadas, por la meseta Benham, en la placa del mar de Filipinas.